# Venterol (Drôme)
Venterol is een gemeente in het Franse departement Drôme (regio Auvergne-Rhône-Alpes) en telt 630 inwoners (1999). De plaats maakt deel uit van het arrondissement Nyons.

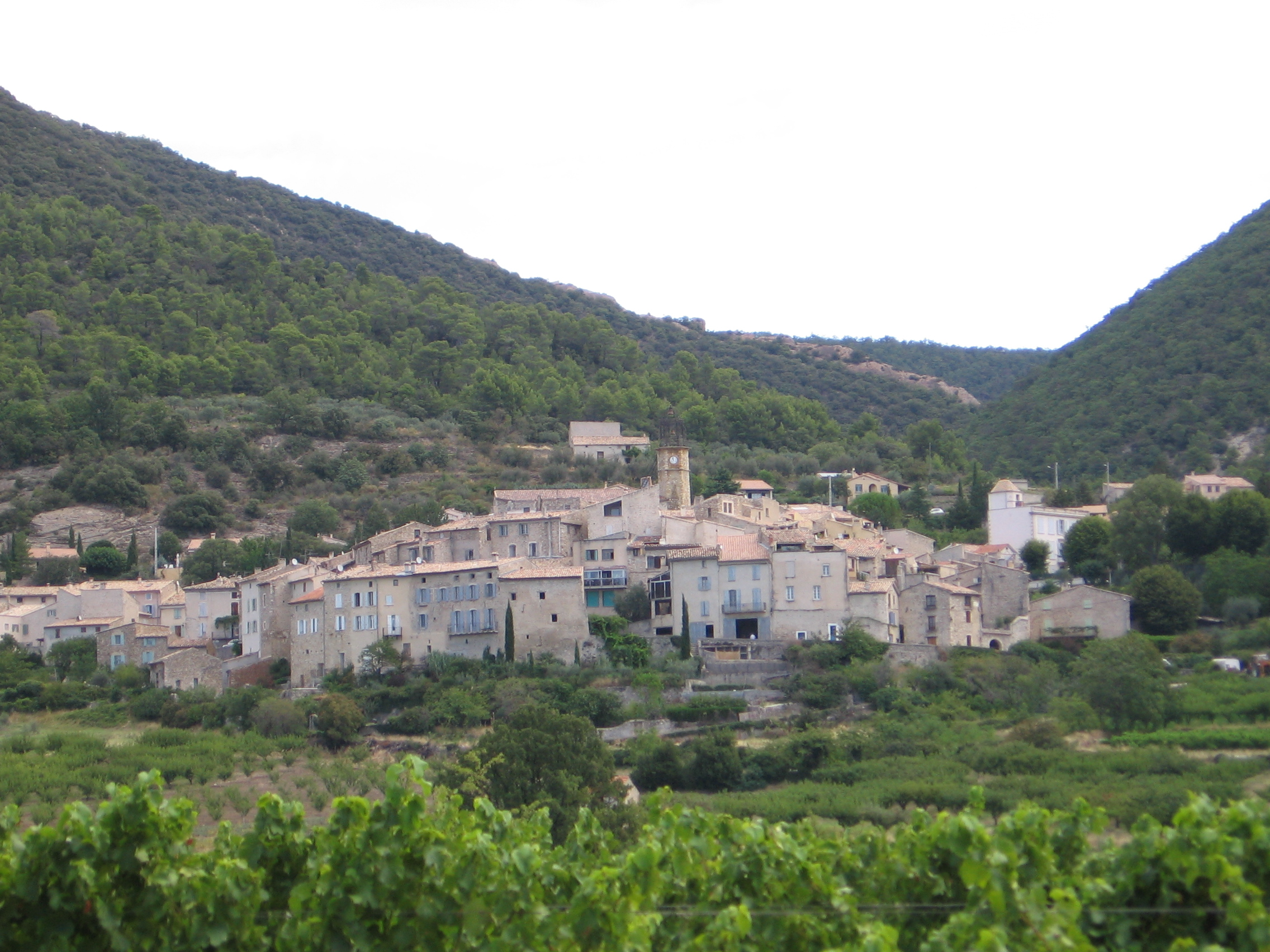
Venterol

## Geografie
De oppervlakte van Venterol bedraagt 30,9 km², de bevolkingsdichtheid is 20,4 inwoners per km². De plaats ligt 6 km ten noordwesten van Nyons.

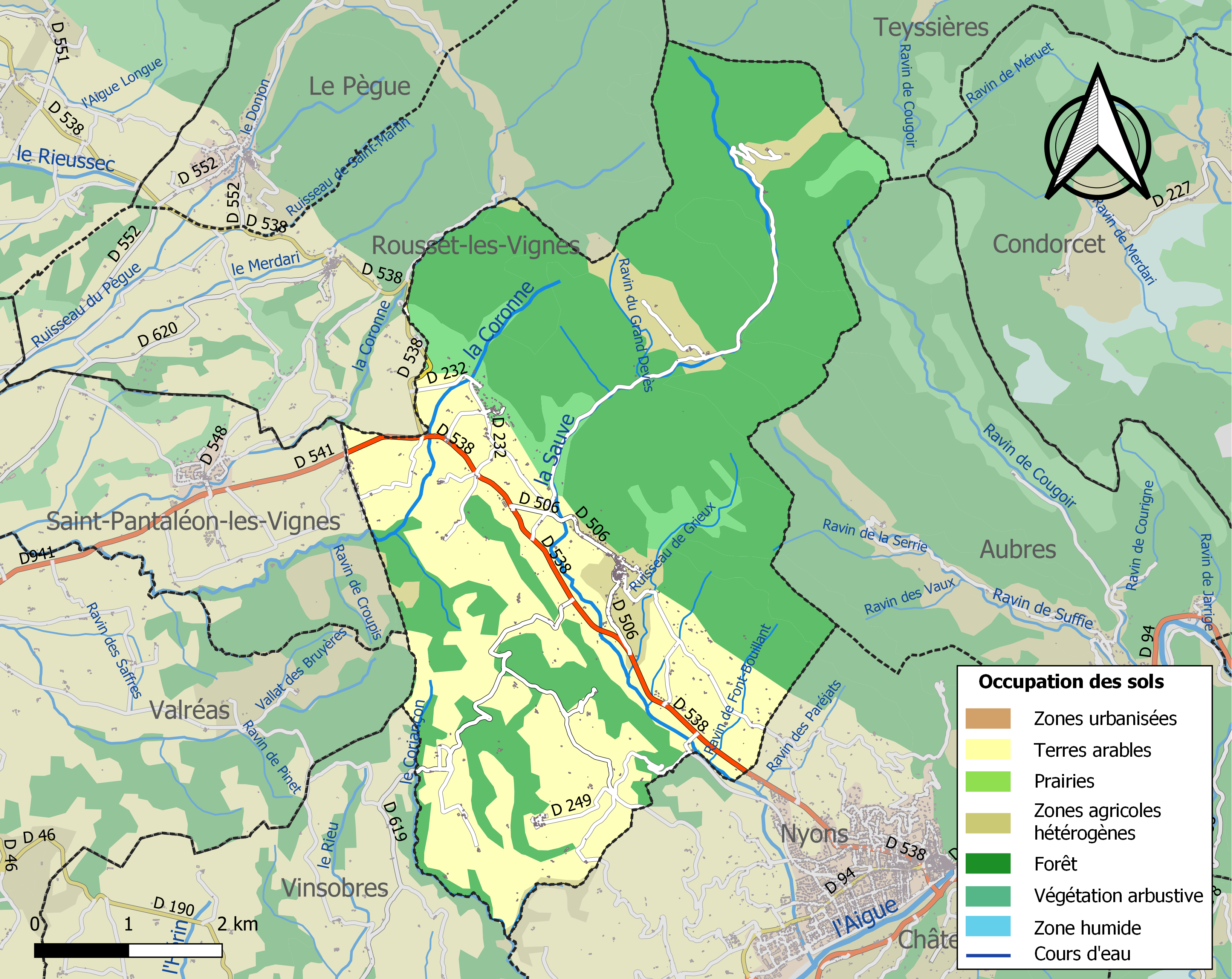
Kaart van de gemeente met belangrijkste infrastructuur, bodemgebruik en omliggende gemeenten

## Demografie
Onderstaande figuur toont het verloop van het inwonertal (bron: INSEE-tellingen).